# Rafael Corkidi
Rafael Corkidi Acriche (Puebla, Puebla, México, 20 de mayo de 1930 - Boca del Río, Veracruz, México, 18 de septiembre de 2013) fue un cineasta y videasta mexicano  colaborador, en su carácter de director de fotografía, de Alejandro Jodorowsky en las cintas Fando y Lis (1968), El topo y La montaña sagrada (1973).
Fue director del primer largometraje mexicano y latinoamericano hecho completamente en formato de video, Figuras de la pasión (1983).

## Carrera cinematográfica
Su carrera en la pantalla grande se remonta a 1952, cuando trabajó en los noticieros cinematográficos Cine Mundial y Cinescopio; previamente incursionó en la fotografía, asistiendo a fotógrafos de renombre como Nacho López. En la década de 1960 fue miembro del grupo Nuevo Cine, al que también pertenecían José de la Colina, Salvador Elizondo, Gabriel Ramírez, Eduardo Lizalde, Carlos Monsiváis, Luis Vicens, Emilio García Riera y Paul Leduc. En 1965 fue director de fotografía de Tajimara, de Juan José Gurrola, basado en un cuento de Juan García Ponce, obra que participó en el Primer Concurso de Cine Experimental. A pesar de haber desarrollado una fructífera carrera como director, guionista y cinefotógrafo, es más conocido por sus colaboraciones con el director chileno Alejandro Jodorowsky, en Fando y Lis, El topo y La montaña sagrada, y posteriormente en filmes continuadores de este último como La mansión de la locura (1971), de Juan López Moctezuma.
«La excelencia de su trabajo como fotógrafo ha sido avalada por varios premios nacionales e internacionales. Como realizador, su cine se inscribe también en la corriente jodorowskyana, por cuanto recurre a la fantasía alegórica y revela el gusto por lo esotérico; sin embargo, una parte de la crítica encuentra en su cine virtudes específicas que algo deben a la colaboración en los guiones del escritor guatemalteco Carlos Illescas». (Índice de directores del cine mexicano. El cine mexicano en documentos. México. CCC-CUEC, UNAM, 1982).
En general Corkidi participó como fotógrafo y guionista de sus películas, tanto las que hizo en 35 mm. como las realizadas en video, categoría en que es uno de los iniciadores e innovadores en México, y en otras inventadas personalmente como el “video-teatro”, al probar las facilidades, resultados, economías y menor necesidad de equipo, gente y recursos; por ello, dedicó sus esfuerzos distintivos en este renglón. Resultaría un autor total, o más completo, al ser responsable de guion, fotografía y dirección, y trabajar exclusivamente en proyectos propios, entre los que se encuentran algunos documentales para el Canal 11 de personajes de la cultura mexicana, así como los realizados por la productora Banana Videofilms, como: Figuras de la pasión (1983), Las Lupitas (1984), Relatos (1986) -con guion suyo basado en el relato Jueves de corpus del libro Si te agarran, te van a matar, de Heberto Castillo-; Huelga (Strike) (1987), a partir de su libreto basado esta vez en los diarios de Bobby Sands-; y Señores y señoras (1988), donde igualmente colaboró con el guion. Asimismo son de destacar sus producciones para la Universidad de Guadalajara, como: Rulfo Aeternum (1991), con guion de su autoría basado en el cuento La herencia de Matilde Arcángel, de Juan Rulfo, o Murmullos (1990),  basado en la novela La feria, de Juan José Arreola, entre muchas otras. 
Sus películas más conocidas y exhibidas en pantalla grande confirman su paso de la estética de alumno de Jodorowsky, con Ángeles y querubines, con diferencias fundamentales en el tema y acercamiento en la forma, a una búsqueda y combinación con lo surrealista, las raíces de lo oriundo nacional, “una línea temática que, quizá, venga a ser una suerte de mitología mexicana”, que a algunos les parece folclórica, desde Auandar Anapu, Pafnucio Santo y su personal adaptación de Al filo del agua, a la que debió intitular Deseos, ya que la familia de Agustín Yáñez no estuvo de acuerdo con la adaptación; cabe señalar además que esta cinta estuvo "enlatada" (censurada) durante siete años.

## Labor docente
En 2004, Corkidi funda Mar deencuentros, en la comunidad de Boca del Río, en el estado mexicano de Veracruz. En esta escuela-taller, que dirigirió hasta su muerte, ofrecía clases de producción audiovisual de manera gratuita a jóvenes de escasos recursos.
Previo a su labor en Mar deencuentros, Corkidi impartió clases en la Universidad de Guadalajara durante 1993, y posteriormente en la Universidad de las Américas Puebla, desde 1997, donde impartió, entre otras, la materia de Video Experimental.

## Análisis y crítica a su trabajo
Considerado un cineasta complejo e irreverente, cuyas obras son de difícil acceso, Corkidi fue "admirador de Jesús El Cristo, de Jesús El Hombre, el antiimperialista, el acérrimo crítico del sistema social injusto, o, como Rafael decía, de los sistemas, de opresión, por supuesto". Además de otras figuras religiosas como la Virgen María o María Magdalena, en la obra de Corkidi abundan prostitutas, obreros, líderes sociales, artistas militantes, homosexuales y poetas.

## Obras
Como cinefotógrafo
- Pasajeros de Luvina (1993)
- Rulfo aeternum (1992)
- Folklor (1991)
- Forjadores (1990)
- Querida Benita (1989)
- Señores y señoras (1988)
- Relatos (1986)
- Autorretratos I: Heberto Castillo (1981) (TV)
- Autorretratos III: Julio Castillo (1981) (TV)
- Autorretratos II: Rufino Tamayo (1981) (TV)
- No más (1981) (TV)
- Pafnucio Santo (1977)
- Deseos (1977)
- Primer informe de gobierno: Lic. José López Portillo (1977)
- Auandar Anapu (El que cayó del cielo) (1975)
- V informe de gobierno nacional (1975)
- Peregrina (1974) o El asesinato de Carrillo Puerto
- La muerte de Pancho Villa (1974)
- Amigo campesino (1974)
- Hermano indígena (1974)
- La mansión de la locura (1973)
- La montaña sagrada (1973)
- Anticlímax (1973)
- A la mitad del camino (1973)
- Los que sí y los que no (1973)
- Sur: sureste 2604 (1973)
- Universidad comprometida (1973)
- Ángeles y querubines (1972) o Angels and Cherubs
- Apolinar (1972)
- El rumbo que hemos elegido (1972)
- Son dedicado al mundo (1972)
- Pubertinaje (1971)
- El topo (1970)
- Siqueiros (1969)
- Escuincles (1968) o México 68 (México)
- Fando y Lis (1968)
- México 68. Instantáneas (1968)
- Un agujero en la niebla (1967)
- Tamayo (1967)
- En este pueblo no hay ladrones (1965) (sin créditos)
- José Luis Cuevas (1964)
- La primavera de una mariposa (1964)
- El despojo (1960)
- Perfecto luna (1959)
- Hambre (1957)

Como director
- Urbano y Natalia (1994)

- Rulfo aeternum (1992)
- Folklor (1991)
- Murmullos (1991)
- Forjadores (1990)
- Querida Benita (1989)
- Señores y señoras (1988)
- Huelga (1987)
- Relatos (1986)
- Figuras de la pasión (1983)
- Las Lupitas (1984)
- Hoy cuentos y canciones (1982)
- Mi señor Don Quijote (1982)
- Autorretratos I: Heberto Castillo (1981) (TV)
- Autorretratos III: Julio Castillo (1981) (TV)
- Autorretratos II: Rufino Tamayo (1981) (TV)
- No más (1981) (TV)
- Pafnucio Santo (1977)
- Deseos (1977)
- Auandar Anapu (el que cayó del cielo) (1975)
- Amigo campesino (1974)
- Hermano indígena (1974)
- Los que sí y los que no (1973)
- Ángeles y querubines (1972)
- Son dedicado al mundo (1972)
- México 68. Instantáneas (1968)

Como escritor
- Rulfo aeternum (1992) (adaptación)
- Folklor (1991) (escritor)
- Murmullos (1991) (escritor)
- Forjadores (1990) (escritor)
- Hoy cuentos y canciones (1982) (escritor)
- Pafnucio Santo (1977) (escritor)
- Deseos (1977) (escritor)
- Auandar Anapu (El que cayó del cielo) (1975) (escritor)
- Son dedicado al mundo (1972) (escritor)
- México 68. Instantáneas (1968) (escritor)

Como productor
- Folklor (1991)
- Querida Benita (1989)
- Señores y señoras (1988)
- Autorretratos I: Heberto Castillo (1981) (TV)
- Autorretratos III: Julio Castillo (1981) (TV)
- Autorretratos II: Rufino Tamayo (1981) (TV)
- No más (1981) (TV)
- Pafnucio Santo (1977)

## Premios y reconocimientos
Algunos reconocimientos recibidos por Corkidi a lo largo de su carrera
2013 - Premio "Ariel de Oro" por trayectoria, otorgado por la Academia de Artes y Ciencias Cinematográficas de México.
1993 y 1997 - Incorporación al Sistema Nacional de Creadores Artísticos.
1991 - Rulfo Aeternum: Premio del Festival Nacional de Televisión y Video de la IEG; Premio de la 2.ª Bienal de Video del CONACULTA, categoría Ficción.
1990 - Murmullos: Premio "Zenzontle de Barro" del Festival de Video, primera edición, de la Universidad de San Carlos, Guatemala.
1986 - Premio "Coral" del Festival Internacional de Cine y Video de La Habana, Cuba.
1976 - Pafnucio Santo: Mención del honor en la XIX Semana Internacional del Cine de Barcelona, España; premio "Diosa de Plata" del Pecime; selección oficial del New York Film Festival, edición 15
1974 - Auandar Anapu: Mención del Jurado Ecuménico del XVII Festival Internazionale del Filme, Locarno, Suiza.
1970 - Ángeles y querubines: Premio especial por su calidad técnica en el XVIII Festival de Karlovy Vari; premio "Diosa de Plata"; premio "Heraldo" del periódico El Heraldo.
1969 - El Topo (fotografía): premio Foto Placa de los fotógrafos de espectáculos; premio "Diosa de Plata", premio "Ariel" de la Academia de Artes y Ciencias Cinematográficas de México.